# Culicoides heliophilus
Culicoides heliophilus är en tvåvingeart som beskrevs av Edwards 1921. Culicoides heliophilus ingår i släktet Culicoides och familjen svidknott. Inga underarter finns listade i Catalogue of Life.